# Ефименко, Татьяна Петровна
Татья́на Петро́вна Ефиме́нко (1890—1918) — русская поэтесса Серебряного века, трагически погибшая в молодом возрасте. При ее жизни вышел только один поэтический сборник «Жадное сердце» (1916).

## Биография
Дочь известных учёных Петра Саввича и Александры Яковлевны Ефименко, сестра советского археолога Петра Петровича Ефименко. Родилась в Харькове, большую часть жизни провела в Санкт-Петербурге, куда переехала с родителями в 1907 году.
Творческая активность поэтессы приходится на 1910-е годы. Принимала участие в конкурсе лирических стихотворений имени С. Я. Надсона, получила вторую премию.
В поэзии придерживалась «неоклассической» ориентации. Из поэтов Серебряного века её поэзия наиболее близка поэзии М. А. Кузмина. Публиковала стихи в «Вестнике Европы» и «Русском богатстве». Единственный изданный стихотворный сборник, содержащий в основном любовную лирику — «Жадное сердце» (1916). Три стихотворения Татьяны Ефименко вошли в сборник «Восемьдесят восемь современных стихотворений, избранных З. Н. Гиппиус» (Пг., 1917). По мнению М. Л. Гаспарова, Т. Ефименко

писала стихи (конечно, под влиянием А. Ахматовой) как лирический дневник, а для печати отбирала лишь легкие игровые стилизации под античность.

Была знакома с Сергеем Есениным. Известна частушка Есенина:

Заливается в углу

Таракан, как пеночка,

Не подумай, что растёшь,

Таня Ефименочка.

В последние годы жизни увлекалась египтологией, написала несколько рассказов о Древнем Египте (некоторые из них опубликованы).
В октябре 1917 со своей матерью А. Я. Ефименко Татьяна уехала на Украину к родственникам. 18 декабря (по другим источникам — 28 декабря) 1918 года на украинском хуторе Любочка Волчанского уезда Харьковской губернии она и её мать были убиты ворвавшимися ночью бандитами.
В 1969 году сохранившаяся часть архива Татьяны Ефименко была передана в ЦГАЛИ. В составе архива — экземпляр книги «Жадное сердце», любительские фотографии, деловые письма и семь тетрадей со стихотворениями, относящимися к 1907—1917 годам.

## Книги
- Жадное сердце. Сборник стихотворений. Пг.: тип. А. Лаврова, 1916.
- Жадное сердце: Стихотворения и проза / Сост. и примеч. В. Вотрина и В. Резвого; биогр. очерк В. Вотрина. — М.: Водолей, 2023. — 580 с. (Серебряный век. Паралипоменон). ISBN 978-5-91763-592-7

## Публикации
- Ефименко Т. И тень летит за тенью / Послесл. И. Гитович // Новый мир. 1990. № 6. С. 172—177.
- Русская поэзия «серебряного века». 1890—1917. Антология. М.: «Наука», 1993.